# Čchien Chung
Čchien Chung (čínsky pchin-jinem Qián Hóng, znaky 钱红; * 30. ledna 1971, Pao-ting) je bývalá čínská plavkyně. Na olympijských hrách 1992 v Barceloně získala zlatou medaili v závodě na 100 metrů motýlek. V roce 1991 se stala mistryní světa ve stejné disciplíně..